# Перпетю Ншимірімана
Перпетю Ншимірімана Гашаза (кір. і фр. Perpétue Nshimirimana Gashaza; лютий 1961, Усумбура, Руанда-Урунді) — бурундійська журналістка, політична і громадська діячка, письменниця.

## Біографія

### Ранні роки і навчання
Перпетю Ншимірімана народилася в лютому 1961 року в бурундійському місті Усумбура (зараз Бужумбура).
Навчалася в ліцеї Кларт Нотр-Дам у Бужумбурі, потім закінчила в Алжирі Національний інститут інформаційних та комунікаційних технологій за спеціальністю журналіста.

### Політична і громадська діяльність
У 1984 році повернулася в Бурунді, працювала на національному радіо і телебаченні. Входила до Національної ради з комунікацій та Національної комісії ЮНЕСКО. У 1991-1992 роках була членом Конституційної комісії, в 1993 році увійшла до складу Національної виборчої комісії.
Після того як в липні 1993 року президентом Бурунді став Мельхіор Ндадайє, була призначена постійним представником країни при ООН у Женеві. Однак у жовтні Ндадайє був убитий, і Ншимірімана покинула посаду.
У 2005 році отримала премію Femme exilée, Femme engage за роботу з сиротами в Бурунді.
Проживає у Швейцарії.

### Літературна діяльність
У 2004 році опублікувала в Швейцарії автобіографічну книгу «лист Ісидору» (Lettre à Isidore), присвячену її батькові Ісидору Мугабоніхері, який був убитий в 1965 році бурундійською армією. Оскільки її сім'я походила з хуту, їм було заборонено бачити його тіло, ховати і навіть оплакувати. Ншимірімана зазначає, що довгі роки страх і обітниця мовчання, нав'язана суспільством, заважали їй підняти цю тему.